# Jannis Kounellis

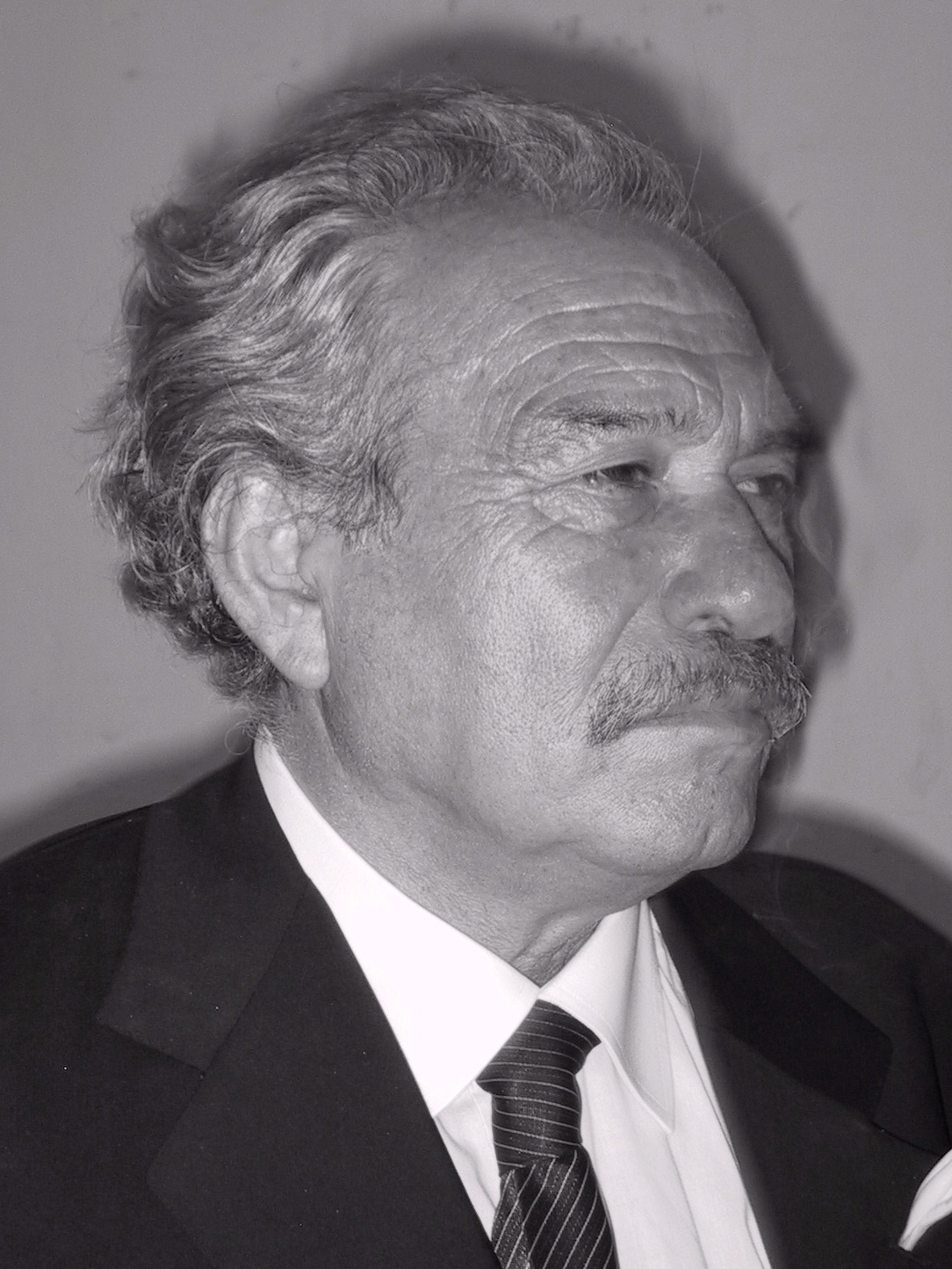
Jannis Kounellis (2004)

Jannis Kounellis (griechisch Γιάννης Κουνέλλης, * 23. März 1936 in Piräus; † 16. Februar 2017 in Rom) war ein in Italien lebender griechischer Künstler. Der Mitbegründer der Arte-Povera-Bewegung gilt als einer der international bedeutendsten zeitgenössischen griechischen Künstler.

## Leben und Werk
Kounellis war der Sohn eines Schiffbauingenieurs, der während des Zweiten Weltkriegs dem Widerstand angehört hatte. Sein Studium begann er an der Hochschule der Bildenden Künste Athen; 1956 wechselte er an die Accademia di Belle Arti nach Rom. Seitdem lebte und arbeitete er in Rom. Seine Werke waren weltweit in renommierten Kunstinstituten zu sehen.
1963 begann er, zufällig gefundene Gegenstände in seine Werke zu integrieren, unter anderem Erde, Kartoffelsäcke, Schrott, auch Feuer; sie nehmen oft viel Platz ein.
1969 stellte er zwölf lebende Pferde in der Galleria L’Attico aus. Im selben Jahr nahm er an der von Harald Szeemann in der Berner Kunsthalle inszenierten Gruppenschau Wenn Attitüden Form werden (When attitudes become form) teil. Jannis Kounellis war Teilnehmer der documenta 5 (1972) in der Abteilung Individuelle Mythologien: Prozesse und der documenta 7 1982 in Kassel.
1974 nahm Jannis Kounellis an ADA-Aktionen der Avantgarde in Berlin teil. Seine Tragedia civile (1975) ist Bestandteil jeder Jahresausstellung im Kolumba-Museum in Köln. 1991 war Kounellis der erste Künstler mit einem Projekt zur Geschichte der Synagoge Stommeln im ehemaligen Gotteshaus. Das Projekt wird seitdem jährlich durch andere Künstler weitergeführt.
Aufsehen erregte sein Beitrag zum internationalen Skulpturenprojekt Platzverführung 1992/93: Ein haushoher Galgen wurde neben dem gotischen Münster in Schwäbisch Gmünd errichtet. An ihm baumelte ein riesiger Leinenbeutel, gefüllt mit Möbeln. Die Proteste der Bevölkerung bestimmten wochenlang die Lokalpresse. Das Werk musste schließlich vorzeitig abgebaut werden, nachdem der Inhalt des Beutels durch Frühjahrsstürme beschädigt worden war. Am 13. September 2012 gab die Stadt Schwäbisch Gmünd bekannt, dass der auf dem städtischen Bauhof eingelagerte Galgen mittlerweile entsorgt wurde, da das Holz der Skulptur verrottete. Schrauben und Beschläge blieben allerdings weiter verwahrt.
Kounellis entwarf auch Bühnenbilder und war als Theaterautor tätig.
Von 1993 bis 2001 war er Professor an der Kunstakademie Düsseldorf.

## Öffentliche Sammlungen
- Hallen für Neue Kunst, Schaffhausen
- Lehmbruck-Museum, Duisburg
- Kunstmuseum Stuttgart

## Ausstellungen (Auswahl)
- 2019: JANNIS KOUNELLIS, Fondazione Prada, Venedig[4]
- 2018: Kunst & Kohle. Hommage an Jannis Kounellis. Kounellis, Erkmen, Kiefer, Sailstorfer, Ulrichs, Venet, Sun Xun. Museum Küppersmühle für Moderne Kunst, Duisburg
- 2011: Schönheit und Vergänglichkeit – Immendorff. Kounellis. Music. Quinn. Spoerri. Tàpies, Essl Museum, Klosterneuburg/Wien
- 2009: The Collection – First Part, Museu Serralves, Porto
- 2007: Neue Nationalgalerie, Berlin
- 2006: Kunstmuseum Liechtenstein
- 2000: Permanent 01 – Werke aus der Sammlung Essl, Essl Museum, Klosterneuburg/Wien
- 1999: Sammlung Essl – the first view, Essl Museum, Klosterneuburg/Wien
- 1985: Jannis Kounellis - Arbeiten 1958-1985, Städtische Galerie im Lenbachhaus und Kunstbau, München[5]

## Auszeichnungen
- 1994: Oskar-Kokoschka-Preis